# حدق برازيلي
حدق برازيلي  أو مغد سيفورثي (الاسم العلمي: Solanum seaforthianum)، كرمة مُزهرة دائمة الخضرة من فصيلة الباذنجانية موطنها الأصلي أمريكا الجنوبية الاستوائية. كونه عضو في جنس المغد، فهو مرتبط بنباتات مثل الطماطم والبطاطس. يتميز بمجموعات من أربعة إلى سبعة أوراق ويمكن أن ترتفع إلى 6 أمتار (20 قدمًا) مع توفير مساحة كافية. تزهر في منتصف الصيف إلى أواخره مع مجموعة من الإزهار الأرجوانية على شكل نجمة تليها ثمرة لبية قرمزية بحجم الرخام. هي نبته شديدة المقاومة للحرارة، لكنه لا يتحمل ظروف الصقيع. يحتوي النبات على كميات متواضعة من قلويدات التروبان المختلفة مثل الأتروبين والسكوبولامين والهيوسيامين ويعتبر قليل السمية وغير صالح للأكل. هناك نتائج واعدة ومبشرة لمستخلاصاته في مبيدات الرخويات ومبيدات البلهارسيات والفتات التي تُعزى إلى محتوى القلويدات السكرية.
أصبح هذا النوع متوطنًا على نطاق واسع خارج نطاقه الأصلي وهو من الأنواع الغازية في أستراليا وإفريقيا والهند الصينية وجزر المحيط الهادئ والهند،وأدى ذلك إلى اختناق النباتات المحلية وتسمم الماشية

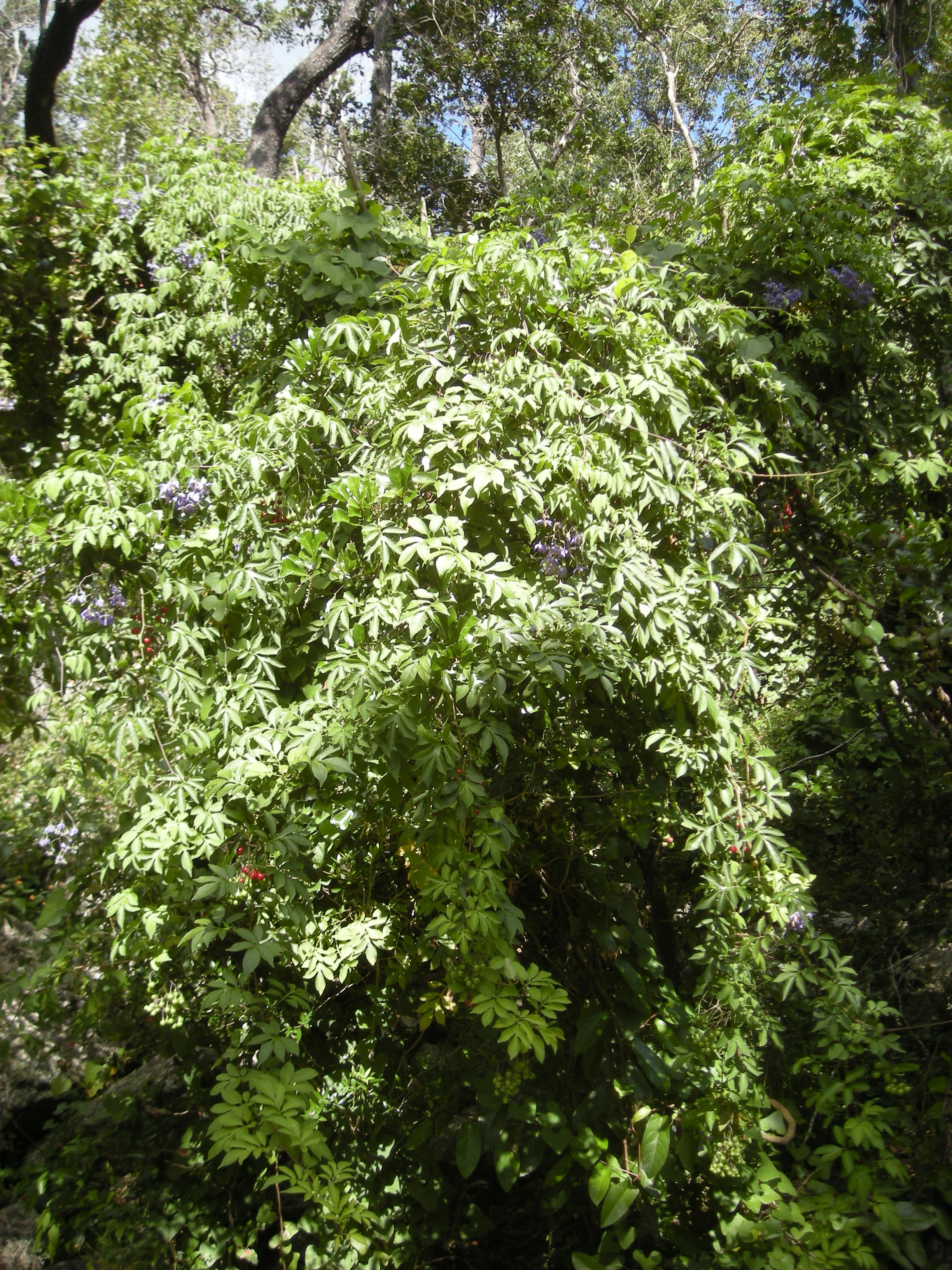
اختناق النباتات المحلية بسبب الحدق البرازيلي، كوينزلاند.

.